# Окулярник лоялтійський
Окулярник лоялтійський (Zosterops minutus) — вид горобцеподібних птахів родини окулярникових (Zosteropidae). Ендемік Нової Каледонії.

## Поширення і екологія
Лоялтійські окулярники є ендеміками острова Ліфу в архіпелазі Луайоте. Вони живуть в рівнинних тропічних лісах.